# Conocybe hornana
Conocybe hornana är en svampart som beskrevs av Singer & Hauskn. 1989. Conocybe hornana ingår i släktet Conocybe och familjen Bolbitiaceae.  Arten är reproducerande i Sverige. Inga underarter finns listade i Catalogue of Life.